# شام ایرانی
شام ایرانی، نام مجموعه‌ای ویدئویی است که سری اول آن به کارگردانی بیژن بیرنگ در زمستان سال ۱۳۹۰ ساخته شد و قسمت اول آن در همان سال از طریق شبکهٔ نمایش خانگی منتشر شد. سری‌های بعدی این برنامه را نیز به ترتیب محمد شایسته (در سال ۱۳۹۲)، سروش صحت (در سال ۱۳۹۴) و سعید ابوطالب (از سال ۱۳۹۸ تاکنون) کارگردانی کرده‌اند.
ساخت جدیدترین سری مجموعهٔ شام ایرانی به کارگردانی سعید ابوطالب از زمستان سال ۱۳۹۸ کلید خورد، و پخش آن از ۲۹ اسفند همان سال در شبکهٔ نمایش خانگی آغاز شد.
چهار فصل ابتدایی این برنامه به صورت خلاصه در سال ۱۳۹۳ از شبکه نسیم پخش شد.

## داستان
در هر فصل از این برنامه ۴ نفر از میان بازیگران، خوانندگان، ورزشکاران، استندآپ کمدین‌ها و سایر افراد مشهور شرکت می‌کنند؛ در هر شب یک نفر میزبان می‌شود تا برای مابقی افراد شام آماده کند. پس از پایان هر شب، مهمانان و خود میزبان (از سری چهارم) به آن شب نمره می‌دهند؛ تا در نهایت در شب پایانی هر فصل برنده مشخص شود و به وی جایزه تعلق گیرد.
ساختار برنامه شام ایرانی الهام گرفته از مجموعهٔ تلویزیونی «Come Dine with Me» است، که در کشورهای مختلفی مانند استرالیا، کانادا، انگلستان، آمریکا و … با شکل و فرم مشابه و البته با نام‌های متفاوت ساخته و پخش شده‌است.

## شخصیت‌ها

### شام ایرانی ۱

#### فصل اول
| قسمت | میزبان      | امتیاز | امتیاز | امتیاز | امتیاز | جمع امتیاز     |
| ---- | ----------- | ------ | ------ | ------ | ------ | -------------- |
| ۱    | اشکان خطیبی | –      | ۸۰     | ۷۰     | ۸۰     | ۲۳۰            |
| ۲    | رامبد جوان  | ۱۰۰    | –      | ۸۰     | ۷۰     | ۲۵۰            |
| ۳    | سروش صحت    | ۱۰۰    | ۱۰۰    | –      | ۶۰     | ۲۶۰ – برنده شد |
| ۴    | مهدی پاکدل  | ۱۰۰    | ۷۰     | ۸۰     | –      | ۲۵۰            |

#### فصل دوم
| قسمت | میزبان        | امتیاز | امتیاز | امتیاز | امتیاز | جمع امتیاز     |
| ---- | ------------- | ------ | ------ | ------ | ------ | -------------- |
| ۱    | بهاره رهنما   | –      | ۸۰     | ۷۰     | ۷۰     | ۲۲۰            |
| ۲    | شقایق دهقان   | ۱۰۰    | –      | ۸۰     | ۹۰     | ۲۷۰ – برنده شد |
| ۳    | لادن طباطبایی | ۶۰     | ۱۰۰    | –      | ۸۰     | ۲۴۰            |
| ۴    | سحر زکریا     | ۷۰     | ۸۰     | ۷۰     | –      | ۲۲۰            |

#### فصل سوم
| قسمت | میزبان                                     | امتیاز | امتیاز | امتیاز | امتیاز | جمع امتیاز    |
| ---- | ------------------------------------------ | ------ | ------ | ------ | ------ | ------------- |
| ۱    | حمید عسکری                                 | ۱۰     | ۷      | –      | ۱۰     | ۲۷            |
| ۲    | کامبیز دیرباز                              | ۱۰     | ۹      | ۱۰     | –      | ۲۹            |
| ۳    | مهران غفوریان                              | ۱۰     | –      | ۱۰     | ۱۰     | ۳۰ – برنده شد |
| ۴    | امیرحسین رستمی بازیگر مهمان:حسام نواب صفوی | –      | ۶      | ١٠     | ۱۰     | ۲۶            |

#### فصل چهارم
| قسمت | میزبان                                    | امتیاز | امتیاز | امتیاز | امتیاز | جمع امتیاز    |
| ---- | ----------------------------------------- | ------ | ------ | ------ | ------ | ------------- |
| ۱    | رضا داوودنژاد                             | –      | ۹      | ۸      | ۱۰     | ۲۷            |
| ۲    | بیژن بنفشه‌خواه بازیگر مهمان مهران غفوریان | ۷      | –      | ۸      | ۱۰     | ۲۵            |
| ۳    | فیروز کریمی                               | ۱۰     | ۱۰     | –      | ۱۰     | ۳۰ – برنده شد |
| ۴    | اکبر عبدی بازیگر مهمان امیر نوری          | ۱۰     | ۱۰     | ۹      | –      | ۲۹            |

#### فصل پنجم
| قسمت | میزبان           | امتیاز | امتیاز | امتیاز | امتیاز | جمع امتیاز    |
| ---- | ---------------- | ------ | ------ | ------ | ------ | ------------- |
| ۱    | رضا شفیعی‌جم      | –      | ۹      | ۸      | ۱۰     | ۲۷            |
| ۲    | برزو ارجمند      | ۹      | –      | ۱۰     | ۱۰     | ۲۹            |
| ۳    | محمدرضا هدایتی   | ۷      | ۱۰     | –      | ۱۰     | ۲۷            |
| ۴    | محمدرضا شریفی‌نیا | ۱۰     | ۱۰     | ۱۰     | –      | ۳۰ – برنده شد |

#### فصل ششم
| قسمت | میزبان       | امتیاز | امتیاز | امتیاز | امتیاز | جمع امتیاز    |
| ---- | ------------ | ------ | ------ | ------ | ------ | ------------- |
| ۱    | سام درخشانی  | ۱۰     | ۸      | ۸      | –      | ۲۶ – برنده شد |
| ۲    | پوریا پورسرخ | –      | ۷      | ۷      | ۷      | ۲۱            |
| ۳    | هادی کاظمی   | ۹      | –      | ۷      | ۷      | ۲۳            |
| ۴    | پژمان بازغی  | ۱۰     | ۷      | –      | ۷      | ۲۴            |

#### فصل هفتم
| قسمت | میزبان                               | امتیاز | امتیاز | امتیاز | امتیاز | جمع امتیاز    |
| ---- | ------------------------------------ | ------ | ------ | ------ | ------ | ------------- |
| ۱    | یوسف تیموری                          | –      | ۵      | ۵      | ۵      | ۱۵            |
| ۲    | مهران رجبی                           | ۱۰     | –      | ۹      | ۱۰     | ۲۹ – برنده شد |
| ۳    | حمید لولایی                          | ۱۰     | ۸      | –      | ۱۰     | ۲۸            |
| ۴    | علی صادقی بازیگر مهمان مهران غفوریان | ۱۰     | ۹      | ۱۰     | –      | ۲۹ – برنده شد |

#### فصل هشتم
| قسمت | میزبان                                 |        |        |        |        | جمع امتیاز    |
| قسمت | میزبان                                 | امتیاز | امتیاز | امتیاز | امتیاز | جمع امتیاز    |
| ---- | -------------------------------------- | ------ | ------ | ------ | ------ | ------------- |
| ۱    | نسرین مقانلو                           | –      | ۹      | ۹      | ۱۰     | ۲۸ - برنده شد |
| ۲    | نرگس محمدی                             | ۹      | –      | ۹      | ۱۰     | ۲۸ - برنده شد |
| ۳    | لاله اسکندری                           | ۷      | ۱۰     | –      | ۱۰     | ۲۷            |
| ۴    | بهنوش بختیاری بازیگر مهمان بهاره رهنما | ۵      | ۹      | ۹      | –      | ۲۳            |

شام ایرانی ۲
فصل اول
| قسمت | میزبان          |        |        |        |        | جمع امتیاز    |
| قسمت | میزبان          | امتیاز | امتیاز | امتیاز | امتیاز | جمع امتیاز    |
| ---- | --------------- | ------ | ------ | ------ | ------ | ------------- |
| ۱    | سامان گوران     | ۸      | ۹      | ۹      | ۸      | ۳۴            |
| ۲    | نیما شاهرخ شاهی | ۹      | ۷      | ۱۰     | ۹      | ۳۵ – برنده شد |
| ۳    | پوریا پورسرخ    | ۴      | ۹      | ۹      | ۶      | ۲۸            |
| ۴    | امره تتیکل      | ۶      | ۹      | ۹      | ۴      | ۲۸            |

#### فصل دوم
| قسمت | میزبان        |        |        |        |        | جمع امتیاز    |
| قسمت | میزبان        | امتیاز | امتیاز | امتیاز | امتیاز | جمع امتیاز    |
| ---- | ------------- | ------ | ------ | ------ | ------ | ------------- |
| ۱    | سیما تیرانداز | ۱۰     | ۹      | ۹      | ۶      | ۳۴            |
| ۲    | شبنم قلی‌خانی  | ۸      | ۱۰     | ۹      | ۸      | ۳۵ – برنده شد |
| ۳    | مارال فرجاد   | ۷      | ۹      | ۹      | ۱۰     | ۳۵ – برنده شد |
| ۴    | گلشن قیزی     | ۷      | ۸      | ۹      | ۱۰     | ۳۴            |

#### فصل سوم
| قسمت | میزبان         |    |        |        |        | جمع امتیاز    |
| قسمت | میزبان         |    | امتیاز | امتیاز | امتیاز | جمع امتیاز    |
| ---- | -------------- | -- | ------ | ------ | ------ | ------------- |
| ۱    | جورج الاسطا    | ۱۰ | ۸      | ۹      | ۱۰     | ۳۷ – برنده شد |
| ۲    | حامد آهنگی     | ۹  | ۷      | ۹      | ۱۰     | ۳۵            |
| ۳    | سید جواد هاشمی | ۹  | ۹      | ۸      | ۱۰     | ۳۶            |
| ۴    | علی انصاریان   | ۹  | ۷      | ۹      | ۵      | ۳۰            |

#### فصل چهارم
| قسمت | میزبان         |        |    |        |        | جمع امتیاز    |
| قسمت | میزبان         | امتیاز |    | امتیاز | امتیاز | جمع امتیاز    |
| ---- | -------------- | ------ | -- | ------ | ------ | ------------- |
| ۱    | نگین معتضدی    | ۸      | ۱۰ | ۱۰     | ۱۰     | ۳۸            |
| ۲    | آشا محرابی     | ۱۰     | ۸  | ۱۰     | ۱۰     | ۳۸            |
| ۳    | مرجانه گلچین   | ۱۰     | ۱۰ | ۹      | ۱۰     | ۳۹ – برنده شد |
| ۴    | نعیمه نظام‌دوست | ۱۰     | ۱۰ | ۱۰     | ۷      | ۳۷            |

#### فصل پنجم
| قسمت | میزبان         |        |        |        |        | جمع امتیاز    |
| قسمت | میزبان         | امتیاز | امتیاز | امتیاز | امتیاز | جمع امتیاز    |
| ---- | -------------- | ------ | ------ | ------ | ------ | ------------- |
| ۱    | میرطاهر مظلومی | ۹      | ۱۰     | ۱۰     | ۹      | ۳۸ – برنده شد |
| ۲    | امیرحسین صدیق  | ۸      | ۷      | ۱۰     | ۹      | ۳۴            |
| ۳    | علیرضا مسعودی  | ۲      | ۵      | ۱۰     | ۰      | ۱۷            |
| ۴    | علیرضا خمسه    | ۹      | ۱۰     | ۱۰     | ۹      | ۳۸ – برنده شد |

#### فصل ششم
| قسمت | میزبان       |        |        |        |        | جمع امتیاز    |
| قسمت | میزبان       | امتیاز | امتیاز | امتیاز | امتیاز | جمع امتیاز    |
| ---- | ------------ | ------ | ------ | ------ | ------ | ------------- |
| ۱    | شهره سلطانی  | ۱۰     | ۹      | ۸      | ۹      | ۳۶            |
| ۲    | فاطمه گودرزی | ۹      | ۱۰     | ۸      | ۹      | ۳۶            |
| ۳    | نسیم ادبی    | ۸      | ۹      | ۱۰     | ۹      | ۳۶            |
| ۴    | فریبا نادری  | ۹      | ۱۰     | ۹      | ۹      | ۳۷ – برنده شد |

#### فصل هفتم
| قسمت | میزبان            |        |        |        |        | جمع امتیاز    |
| قسمت | میزبان            | امتیاز | امتیاز | امتیاز | امتیاز | جمع امتیاز    |
| ---- | ----------------- | ------ | ------ | ------ | ------ | ------------- |
| ۱    | محمدرضا علیمردانی | ۸      | ۸      | ۱۰     | ۱۰     | ۳۶            |
| ۲    | محمد لقمانیان     | ۹      | ۸      | ۱۰     | ۱۰     | ۳۷ – برنده شد |
| ۳    | مهدی کوشکی        | ۹      | ۷      | ۲      | ۸      | ۲۶            |
| ۴    | امیرمهدی ژوله     | ۹      | ۹      | ۱۰     | ۷      | ۳۵            |

#### فصل هشتم
| قسمت | میزبان          |        |        |        |        | جمع امتیاز    |
| قسمت | میزبان          | امتیاز | امتیاز | امتیاز | امتیاز | جمع امتیاز    |
| ---- | --------------- | ------ | ------ | ------ | ------ | ------------- |
| ۱    | بهاره رهنما     | ۱۰     | ۱۰     | ۵      | ۷      | ۳۲            |
| ۲    | شهرزاد کمال‌زاده | ۱۰     | ۱۰     | ۹      | ۹      | ۳۸            |
| ۳    | فلور نظری       | ۱۰     | ۱۰     | ۱۰     | ۱۰     | ۴۰ – برنده شد |
| ۴    | مریم امیرجلالی  | ۱۰     | ۱۰     | ۱۰     | ۱۰     | ۴۰ – برنده شد |

#### فصل نهم
| قسمت | میزبان                              |        |        |        |        | جمع امتیاز    |
| قسمت | میزبان                              | امتیاز | امتیاز | امتیاز | امتیاز | جمع امتیاز    |
| ---- | ----------------------------------- | ------ | ------ | ------ | ------ | ------------- |
| ۱    | هومن برق‌نورد                        | ۱۰     | ۸      | ۸      | ۱۰     | ۳۶            |
| ۲    | شهاب عباسی                          | ۷      | ۹      | ۹      | ۱۰     | ۳۵            |
| ۳    | نصرالله رادش بازیگر مهمان آرشام شاد | ۵      | ۶      | ۱۰     | ۱۰     | ۳۱            |
| ۴    | بهنام تشکر                          | ۱۰     | ۷      | ۱۰     | ۱۰     | ۳۷ – برنده شد |

شام ایرانی ۳

### فصل اول
| قسمت | میزبان                                                        |        |        |        |        |        |        | جمع امتیاز |
| قسمت | میزبان                                                        | امتیاز | امتیاز | امتیاز | امتیاز | امتیاز | امتیاز | جمع امتیاز |
| ---- | ------------------------------------------------------------- | ------ | ------ | ------ | ------ | ------ | ------ | ---------- |
| ۱    | کمند امیرسلیمانی بازیگر مهمان امیر علی نبویان و بهار نوروزپور | _      | ۱۰     | ۱۰     | ۹      | ۶      | ۷      | ۴۲         |
| ۲    | مونا کرمی                                                     | ۱۰     | _      | ۱۰     | ۹      | ۸      | ۷      | ۴۴         |
| ۳    | الیکا عبدالرزاقی                                              |        |        | -      |        |        |        |            |
| ۴    | حدیث میرامینی                                                 |        |        |        | -      |        |        |            |

#### فصل دوم
| قسمت | میزبان      | امتیاز | امتیاز | امتیاز | امتیاز | امتیاز | امتیاز | جمع امتیاز |
| ---- | ----------- | ------ | ------ | ------ | ------ | ------ | ------ | ---------- |
| ۱    | پژمان بازغی |        |        |        |        |        |        |            |
| ۲    | عبدالله روا |        |        |        |        |        |        |            |
| ۳    | سیروس همتی  |        |        |        |        |        |        |            |
| ۴    | حسین رفیعی  |        |        |        |        |        |        |            |

##### فصل سوم
| قسمت | میزبان          | امتیاز | امتیاز | امتیاز | امتیاز | امتیاز | امتیاز | جمع امتیاز |
| ---- | --------------- | ------ | ------ | ------ | ------ | ------ | ------ | ---------- |
| ۱    | متین ستوده      | ۸      | ۷      | ۷      | ۸      | ۸      | ۳۸     |            |
| ۲    | صحرا اسداللهی   |        |        |        |        |        |        |            |
| ۳    | واله داوود نژاد |        |        |        |        |        |        |            |
| ۴    | السا فیروز آذر  |        |        |        |        |        |        |            |

#### فصل چهارم
| قسمت | میزبان       | امتیاز | امتیاز | امتیاز | امتیاز | امتیاز | امتیاز | جمع امتیاز |
| ---- | ------------ | ------ | ------ | ------ | ------ | ------ | ------ | ---------- |
| ۱    | کامران تفتی  |        |        |        |        |        |        |            |
| ۲    | امیر غفارمنش |        |        |        |        |        |        |            |
| ۳    | فیروز کریمی  |        |        |        |        |        |        |            |
| ۴    | یوسف صیادی   |        |        |        |        |        |        |            |

## حاشیه‌ها

### شباهت با برنامه‌های دیگر
با اینکه برنامهٔ بفرمایید شام شبکهٔ من‌وتو خود نسخهٔ فارسی برنامهٔ «Come Dine with Me» است، ولی دست‌اندرکاران این شبکه اصرار بر این داشتند که این برنامه شام ایرانی تقلیدی از برنامهٔ آن‌هاست. تهیه‌کنندهٔ برنامه شام ایرانی ادعا کرد که این برنامه را بدون توجه به برنامه‌های مشابه دیگر ساخته‌است و برنامه شام ایرانی از نظر فرم و محتوا شباهتی با برنامه‌های مذکور ندارد. خبرگزاری مهر در تحلیلی با رد ادعای مطرح شده توسط تهیه‌کنندهٔ برنامه نوشت: سازندگان شام ایرانی برای این که بتوانند بدون مشکل کارشان را به سرانجام برسانند، هر گونه شباهت فرمی و محتوایی را با برنامه‌های مشابه انکار می‌کنند؛ در حالی که در واقعیت ایدهٔ اصلی برنامه خود را از آنها گرفته‌اند.

### توقیف موقت فصل دوم و حواشی پس از پخش
وزارت ارشاد فصل دوم مجموعهٔ شام ایرانی را توقیف کرد. بیژن بیرنگ کارگردان این مجموعه در آن زمان گفت که وزارت ارشاد برای فصل دوم این مجموعه که به خانم‌های بازیگر اختصاص داشته، مجوز توزیع صادر نکرده‌است و سرنوشت آن در هاله‌ای از ابهام قرار دارد. همچنین پس از رفع توقیف و پخش این مجموعه نیز حواشی زیادی در مورد یکی از قسمتهای آن به میزبانی لادن طباطبایی به وجود آمد. به طوری که بیژن بیرنگ ضمن ابراز تاسف از موضع‌گیری برخی از رسانه‌ها نسبت به این قسمت از برنامه که نهایتاً منجر به کناره‌گیری لادن طباطبایی از دنیای بازیگری شد، گفت: شرمنده‌ام که در میان مردم عزیز سرزمینم چشمان ناپاکی هم وارد حریم خانوادگی بازیگران شد.